# Сату Ноу (Арђеш)
Ново село (рум. Satu Nou) насеље је у Румунији у округу Арђеш у општини Унгени. Oпштина се налази на надморској висини од 187 m.

## Становништво
Према подацима из 2002. године у насељу је живело 502 становника, од којих су сви румунске националности.